# Clan Shinmen
Le clan Shinmen (新免氏, Shinmen-shi) est un clan japonais florissant durant les XVe et XVIe siècles (époque Sengoku) et XVIIe siècle (période Edo). Il réside dans la partie ouest de Kyoto.

## Histoire
Les Shinmen sont une famille de daimyos connue pour employer d'excellents escrimeurs comme vassaux. Cette tradition du clan remonte au XVe siècle quand étaient employés des hommes tels que Hirata Shokan.
Un membre notable du clan Shinmen est Shinmen Sokan au XVIe siècle. Parmi les obligés de cette époque, on compte Hirata Munisai (familièrement connu comme Miyamoto ou Shinmen Munisai (en)), le père du fameux escrimeur Miyamoto Musashi. Munisai devient bientôt le vassal de plus haut rang de ce clan et applique la politique des Shinmen.
On ne sait pas ce qu'est devenu le clan Shinmen après la période Edo.